# GNU social
GNU social (voor 2013 StatusNet en voor 2009 Laconica) is een FOSS microblogging server geschreven in PHP dat de OStatus standaard voor interoperabiliteit tussen installaties implementeert. Terwijl het aanbieden van functionaliteit vergelijkbaar is met Twitter beoogt StatusNet de mogelijkheden voor een open, inter-service en gedistribueerde communicatie tussen microblogdienstgemeenschappen aan te bieden. Bedrijven en particulieren kunnen het installeren en hun eigen diensten en gegevens controleren.
Versie 0.9.0, uitgebracht op 3 maart 2010, voegde ondersteuning toe voor OStatus, een nieuwe gedistribueerde-update standaard die OpenMicroBlogging vervangt.
In december 2012 kondigde Evan Prodromou "een wind-down" van de status.net gehoste service aan zodat hij zich kon concentreren op een nieuwe open source activiteit streaming server, pump.io. Als gevolg daarvan werd Identi.ca veranderd om gebruik te maken van pump.io. Alle actieve accounts in het laatste jaar vóór 1 mei 2013 zullen worden gemigreerd.

## Namen
StatusNet werd hernoemd van Laconica samenvallend met de release van versie 0.8.1 (ook bekend als "Second Guessing") van de StatusNet-software.
StatusNet's naam weerspiegelt gewoon wat onze software doet: status updates sturen in je sociale netwerk.
Laconica's naam was een verwijzing naar de Laconische uitdrukking, een bijzonder beknopt of bruuske verklaring zoals die zijn toegeschreven aan de leiders van Sparta (Laconia zijnde de Griekse regio die Sparta bevat). In microblogging, worden alle berichten gedwongen om heel kort te zijn te wijten aan de ~140 tekens limiet op berichtgrootte, dus zijn ze allemaal de facto laconieke zinnen.

## Opmerkelijke implementaties
StatusNet is nu prominent ingezet op enkele tientallen openbare diensten.

### Identi.ca
De eerste StatusNet (zoals Laconica) implementatie was de Identi.ca open-microblogdienst. Identi.ca, gehost door de StatusNet makers StatusNet Inc, biedt gratis accounts voor het publiek aan en dient als de co-vlaggenschip (samen met freelish.us) voor de installeerbare versie van StatusNet.

### freelish.us
Een StatusNet-implementatie uitgebracht op 1 april 2011.

### TWiT Army
Een ander populair voorbeeld van StatusNet was TWiT Army. Deze site is niet langer actief.

## Kenmerken
- Updates via een XMPP/Jabber/Google Talk client
- OpenID authenticatie
- Federatie steun, die de mogelijkheid biedt om zich in te schrijven op mededelingen door de gebruikers op een remote service via het OpenMicroBlogging protocol
- Sms-updates en -meldingen
- Een API compatibel met Twitter
- Hashtags
- Meertalige interface (door middel van gettext)
- Crossposting naar Twitter
- Facebook integratie
- Groepen (Bangtags)
- Automatische afkorting van URLs
- Geolocaties en kaarten
- Live update van stream
- Toevoegsels (voeg bestanden, afbeeldingen, video, audio aan dents toe)
- Invoeging van inhoud van andere sites zoals YouTube, Flickr, enz.
- Implementatie van Salmon (protocol)

Geplande functies (2009):
- Meer gebruikmaken van Ajax
- Crossposting naar Jaiku, Plurk, enz.
- Neem berichten van Twitter, Plurk, Jaiku, enz.